# Hans-Gerhard Fritz
Hans-Gerhard Fritz (* 11. Juni 1939; † 17. Juli 2015 in Uhingen) war ein deutscher Kunststofftechniker und Hochschullehrer. 
Er leitete von 1979 bis 2006 das Institut für Kunststofftechnologie. Danach stand er dem Institut für Kunststofftechnik (IKT) an der Universität Stuttgart vor (bis 2010). Seine Forschungsschwerpunkte waren die Kunststoff-Verarbeitungstechnik und Kunststoff-Werkstofftechnik. Fritz gehörte zu den Mitgründern der Polymer Processing Society, deren Präsident er von 1989 bis 1991 war. Im Dezember 2010 wurde er zum Ehrendoktor der Montanuniversität Leoben ernannt.
Am 17. Juli 2015 starb Fritz im Alter von 76 Jahren in Uhingen, wo er bis zuletzt gelebt hatte.